# Podriní

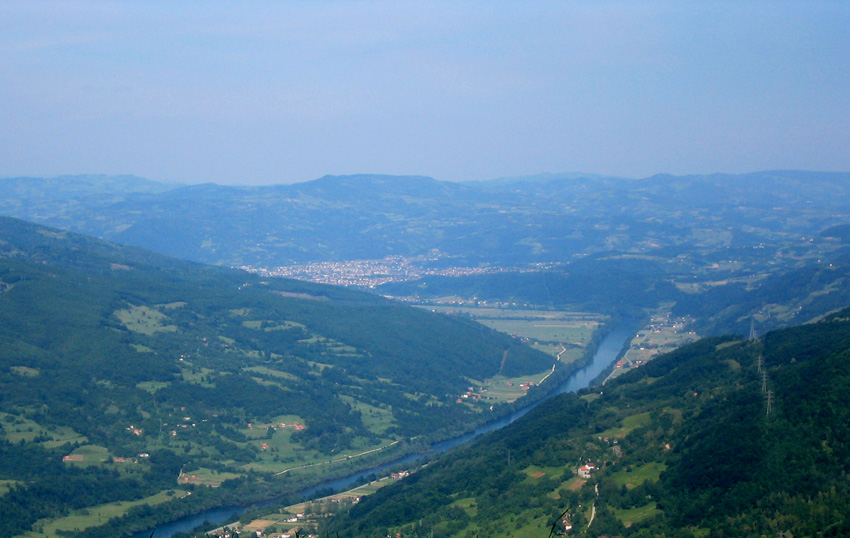
Údolí řeky Driny. V pozadí město Bajina Bašta.

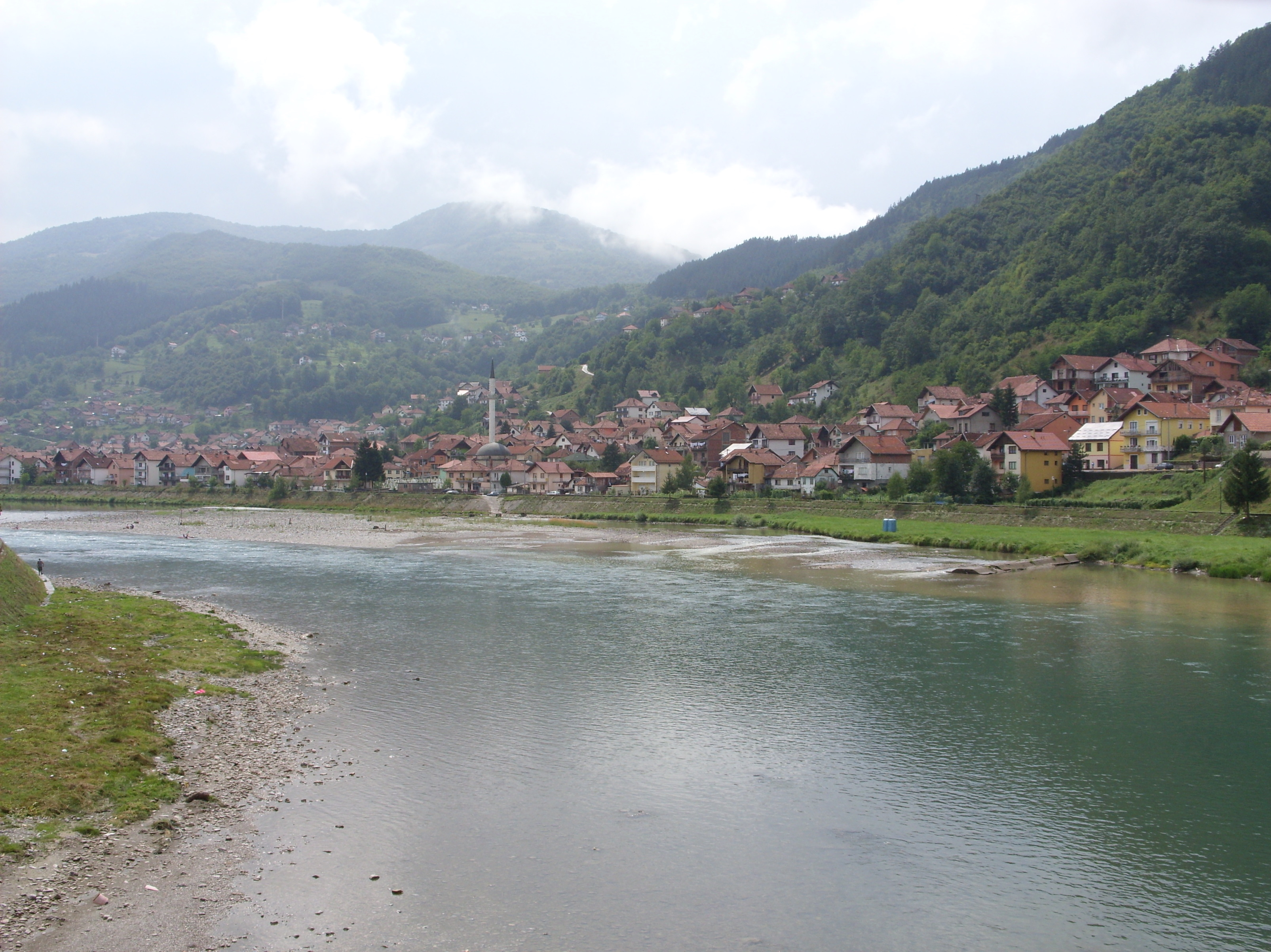
Řeka Drina protékající městem Goražde, Bosna a Hercegovina

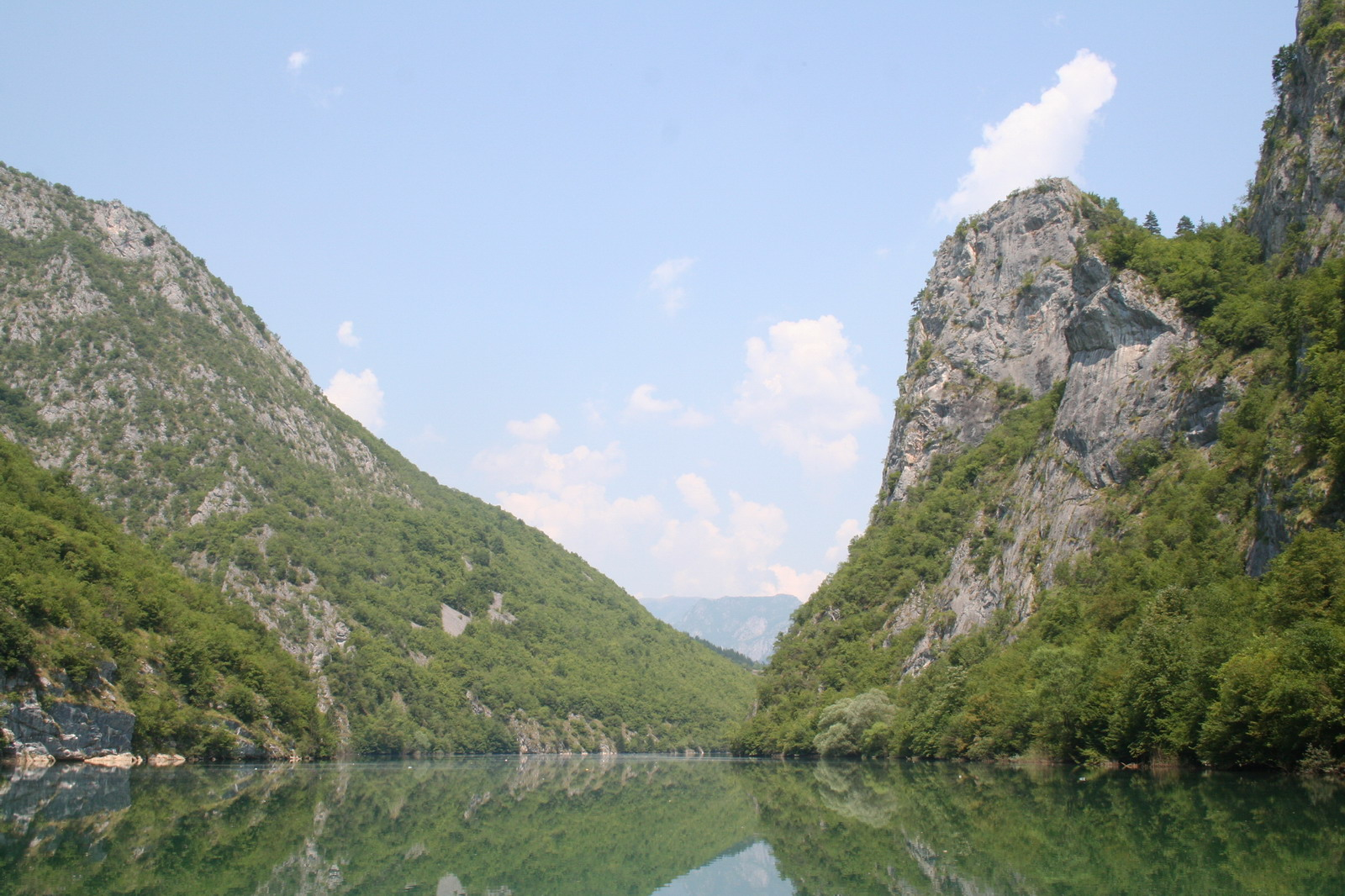
Kaňon řeky Driny

Podriní (bosensky/srbsky Podrinje/Подриње) je region na rozhraní Bosny a Hercegoviny (Republiku srbskou, Bosensko-podrinský kanton Federace Bosny a Hercegoviny). a Srbska (region Mačva v centrálním Srbsku).
Údolí řeky Driny obklopují z obou stran hory vysoké až 1500-2000 metrů.

## Historie
Podriní představovalo východní hranici Srbska, a to jak hranici politickou, tak i kulturní. K sjednocení obou břehů řeky Driny do jednoho celku došlo na podzim 1918 vznikem Království Srbů, Chorvatů a Slovinců. Během existence tohoto státu byl region administrativně spravován nejdříve jako Podriňská oblast (1922-1929) a později byl začleněn do tzv. Drinské bánoviny.
Podriní bylo předmětem řady politických sporů a později i těžkých bojů během války v Bosně a Hercegovině. Bosenská část regionu byla (na rozdíl od té srbské) etnicky značně smíšená (s obyvatelstvem částečně muslimským a částečně srbským). Docházelo zde často ke zločinům a etnickým čistkám – světově proslulé obce Srebrenica a Kravica se obě nacházejí v oblasti Podriní. Po skončení konfliktu připadla většina regionu Republice srbské.

## Ekonomika
Řeka Drina představuje hlavní osu. Většina dopravních tahů je vedena jejím údolím (např. trať Ruma - Zvornik). V údolí Driny, které by bylo v případě konfliktu mezi východem a západem dobře bránitelné, nechal jugoslávský režim vybudovat řadu průmyslových podniků. Samotná řeka Drina pak byla přehrazena na několika místech.
Na obou stranách řeky se nachází početné kamenolomy.

## Lingvistika
Region Podriní je jako místo původu srbského reformátora Vuka Karadžiće považován za místo vzniku spisovného srbského, resp. srbochorvatského jazyka.

## Města
Na území Bosny a Hercegoviny
- Bratunac
- Foča
- Goražde
- Žepa
- Višegrad
- Vlasenica
- Rogatica
- Srebrenica
- Zvornik
- Janja

Na území Srbska
- Bajina Bašta
- Banja Koviljača
- Ljubovija
- Loznica
- Mali Zvornik